# Televisa
 Grupo Televisa, S.A.B. de C.V. – meksykańska spółka medialna (grupa medialna), założona w 1950 (jako Telesistema Mexicano), druga co wielkości w Ameryce Łacińskiej (niektóre dane wskazują, że największa) oraz największa w świecie hiszpańskojęzycznym. Jest spółką o zasięgu międzynarodowym, przy czym większość programów emitowanych za granicą telewidzowie mogą oglądać za pośrednictwem sieci telewizyjnej Univision (z siedzibą w Dorel na Florydzie), z którą Televisa ma kontrakt na wyłączność. Grupo Televisa posiada (od końca 2010) 5% udziałów w Univision, z jednoczesną opcją na zakup kolejnych 5%.

## Kanały telewizyjne

### Naziemny
- Las Estrellas – nadaje lokalne telenowele
- Canal 5 – nadaje zagraniczne seriale telewizyjne i filmy
- Nueve – nadaje zagraniczne telenowele
- Foro – nadaje programy informacyjne

### Kabel
- Adrenalina Sports Network
- Bandamax
- Bitme
- De Película
- De Película Clásico
- Distrito Comedia
- Golden
- Golden Edge
- Golden Premier
- Tlnovelas
- Telehit
- Telehit Música
- TUDN
- Unicable

### Kanały międzynarodowe
- Las Estrellas Internacional – dostępne na całym świecie (oprócz Meksyku)
- TLN Network – dostępne w Brazylii, Portugalii, Angoli i Mozambiku
- Telemundo Internacional – współwłasność z NBCUniversal

## Oddziały (spółki zależne)
- Aisa
- Bestel
- Cablemás
- Cablevisión
- Club América
- Intermex
- Editorial Televisa
- Estadio Azteca
- Televisa Cine
- Televisa Consumer Products
- Televisa Música
- Televisa Networks
- Televisa Internacional

## Spółki powiązane kapitałowo
- Más fondos
- Ocesa
- Pantelion Films (spółka joint venture z Lionsgate)[16][17]
- SKY México (Televisa - 58,7% udziałów, DirecTV – 41,3%)[18]
- Televisa Radio
- Univision (5% udziałów)